# Crisóquero
Crisóquero (em grego: Χρυσόχειρ, Χρυσόχερης, Χρυσόχερις ou Χρυσοβεργης; romaniz.: Chrysócheir, Chrysócheres, Chrysócheris ou Chrysocheiros; todas as formas significam "mão de ouro") foi o último líder do Estado Pauliciano de Tefrique de 863 até 872. Sucedeu seu tio Carbeas após sua morte e realizou inúmeros raides em solo bizantino entre 863-869. Em 869/870, o imperador Basílio I, o Macedônio (r. 867–886) ofereceu-lhe a paz, mas ele recusou-se a aceitar. Em 871, Basílio I realizou uma campanha fracassada contra a capital pauliciana de Tefrique. Em 872/873, o doméstico das escolas Cristóvão derrotou-o decisivamente na Batalha do Córrego Profundo. Seis anos depois sua capital seria tomada, ponto fim ao Estado Pauliciano.

Mapa da Anatólia bizantina e a fronteira árabe-bizantina em meados do século IX.

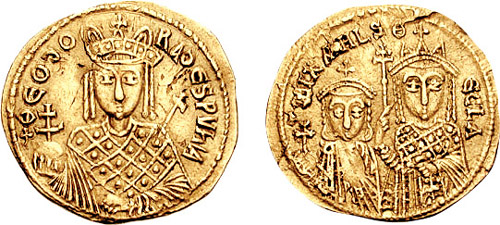
Soldo cunhado durante a regência de Teoctisto e Teodora

## Vida
Segundo os cronistas bizantinas, Crisóquero era um sobrinho do líder pauliciano Carbeas. Segundo Pedro, o Siciliano, foi "sobrinho e genro" de Carbeas, indicando que casou-se com sua primeira prima, uma prática fortemente condenada pela Igreja Bizantina. Após o programa anti-pauliciano lançado em 843 pela imperatriz-regente Teodora, Carbeas e muitos de seus apoiantes, inclusive Crisóquero, fugiram para os emirados muçulmanos fronteiriços e estabeleceram um principado independente centrado em Tefrique. Carbeas liderou os paulianos nas guerras contra o Império Bizantino ao lado dos muçulmanos até sua morte em 863, provavelmente na batalha de Lalacão.
Nada se sabe sobre a infância e carreira de Crisóquero antes de suceder seu tio. Como ele, Crisóquero pode ter serviço no exército bizantino em sua juventude. Um inimigo inabalável do império, Crisóquero liderou entre 863-869 vários raides profundos em solo bizantino mesmo até as costas oeste e nas imediações de Niceia, Nicomédia, e Éfeso. Na última, relatadamente teria profanado a Igreja de São João Evangelista ao utilizar o espaço como estábulo para seus cavalos.
O imperador Basílio I, o Macedônio (r. 867–886) enviou emissários para oferecer a paz em 869/870, mas a oferta foi rejeitada por Crisóquero, que alegadamente exigiu que o imperador deveria esvaziar a porção oriental de seus territórios na Ásia Menor primeiro. É muito provável que a embaixada foi liderada por Pedro, o Siciliano, que relada que gastou nove meses em Tefrique aproximadamente o mesmo tempo que tentou organizar a libertação de prisioneiros de guerra de alta patente, embora isso é rejeitado por alguns estudiosos modernos.

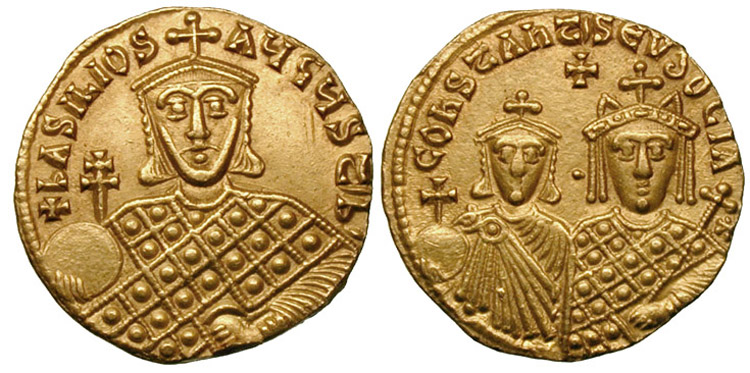
Soldo de r.

Em 871, Basílio I liderou um ataque contra Tefrique, mas falhou em tomar a cidade e retirou-se. Após o fracasso da campanha bizantina, Crisóquero fez novos raides alcançando tão longe quanto Ancira. Em 872/873, contudo, o doméstico das escolas Cristóvão liderou outra campanha que conseguiu uma decisiva vitória contra os paulicianos na Batalha do Córrego Profundo (Bathys Ryax). Durante a batalha, Crisóquero foi morto por um soldado comum chamado Poludes. Sua cabeça decepada foi enviada para Constantinopla, onde Basílio relatadamente atirou com seu arco contra ela, enfiando três flechas nela. Seis anos depois Tefrique caiu, colocando fim ao Principado Pauliciano; os paulicianos remanescentes seriam forçados a fugir para a Síria e Armênia. Alguns estudiosos modernos, contudo, datam a morte de Crisóquero no mesmo ano da queda de Tefrique (i.e. 878/879).
Comumente é considerado que a memória de Crisóquero sobreviveu no poema épico bizantino Digenis Acritas na forma de "Crisoberges" (em grego: Χρυσοβεργης; romaniz.: Chrysoverges), o avô muçulmano paterno do herói epônimo.